# Bojišta (Czarnogóra)
Bojišta (cyr. Бојишта) – wieś w Czarnogórze, w gminie Bijelo Polje. W 2011 roku liczyła 188 mieszkańców.